# Милиц (приток Шелони)
Милиц — река в России, протекает по Солецкому району Новгородской области. Устье реки находится в 48 км от устья Шелони по левому берегу. Длина реки составляет 13 км, площадь водосборного бассейна — 69,7 км².
На реке стоят деревни Дубровского сельского поселения Крюково, Королёва Грузомедь, Никандрова Грузомедь, Кузнецово, Лишки, Рачково, Молочково и Сосновка.

## Данные водного реестра
По данным государственного водного реестра России относится к Балтийскому бассейновому округу, водохозяйственный участок реки — Шелонь, речной подбассейн реки — Волхов. Относится к речному бассейну реки Нева (включая бассейны рек Онежского и Ладожского озера).
Код объекта в государственном водном реестре — 01040200412102000024830.